# フタバノベルス
フタバノベルス（FUTABA NOVELS、FN）は、株式会社双葉社が1970年代前半から発行している新書（ノベルズ）判の小説レーベル。

## 概要
ミステリー作品を中心に刊行されている。SF小説や時代小説、冒険小説、格闘小説などもある。
書き下ろしの作品や、月刊の小説誌「小説推理」に連載されたものが収録される場合が多い。双葉社から刊行された単行本のノベルス化というパターンもある。後に双葉文庫に収録される作品が多い。
大沢在昌『感傷の街角』が第1回小説推理新人賞を受賞している。
蒼井上鷹『九杯目には早すぎる』収録の短編「キリング・タイム」が第26回小説推理新人賞を受賞、同「大松鮨の奇妙な客」が第58回日本推理作家協会賞短編部門の候補作に選ばれている。
カバーに、FNのロゴが入っている。

## 主な収録作家
以下の作家が主に収録されている。
- 赤川次郎 - 『記念日の客』『パパの愛した悪女』『夜警』『死なないで』『国境の南』『帰るには遠すぎて』『その人の名は、殺意』
- 西村京太郎 - 『古都千年の殺人』『殺しはトロッコ列車で』『十津川警部 特急街道の殺人』『十津川警部 出雲殺意の一畑電車』『十津川警部 銚子電鉄六・四キロの追跡』『十津川警部 南紀オーシャンアロー号の謎』『十津川警部 東京上空500メートルの罠』『十津川警部 会津・友の墓標』『十津川警部 日光・鬼怒川殺人ルート』
- 夢枕獏 - 『餓狼伝』『新・餓狼伝』『東天の獅子』
- 森村誠一 - 『棟居刑事の恋人たちの聖地』『棟居刑事の使命の条件』『棟居刑事の殺人の隙間』『棟居刑事の荒野の証明』『棟居刑事の絆の証明』『棟居刑事の東京夜会』
- 蒼井上鷹 - 『九杯目には早すぎる』『二枚舌は極楽へ行く』『11人のトラップミス』『ホームズのいない町』
- 大沢在昌 - 『Kの日々』『夢の島』『流れ星の冬』『B・D・T掟の街』『六本木聖者伝説』『漂泊の街角』『ジャングルの儀式』
- 菊地秀行 - 『いつわりシャドー』『プチ・ポリソン』『銀座魔界高校』『殺人遁走曲』『霊人ジョニー』『邪王記』『銀月譜』
- 大谷羊太郎 - 『三河伊良湖殺意の岬』『瀬戸尾道殺意の迷路』『尾州白帝城殺意の旅情』『信州千曲川殺意の旅情』『伊豆恋人岬殺意の砂』『京都三年坂殺人事件』『伊勢・鳥羽殺人事件』
- 木谷恭介 - 『津軽十三湖殺人事件』『横浜馬車道殺人事件』『飛騨高山殺人事件』『九州太宰府殺人事件』『京都百物語殺人事件』
- 広山義慶 - 『闇刑事』『女狼の蜜』『女身鬼神』『蜜罠』『女身変幻』『妖花』
- 勝目梓 - 『獣の聖域』『薔薇の旋風』『夜を往く者たち』『視線の刃』
- 斎藤栄 - 『大秘密』『火牙陰鬼』『産婦人科医危機一髪』『深夜の産婦人科医』『外科医の殺人カルテ』『婦人科医の推理』